# Милуш Иванчев
Милуш Иванчев е български състезател по ски бягане, участник на зимни олимпийски игри, в Сараево през 1984 г. и в Калгари през 1988 г. 

## Биография
Милуш Иванчев е роден на 9 август 1954 г. в Дорково, област Пазарджик.  Тренира при Георги Стамболов и Димитър Петров
Състезател на СК „Чепинец“ (Велинград и „Славия“ (София). Участва във всички дисциплини – 15, 30 и 50 km, както и щафетата 4 × 10 km на състезанията по ски бягане на зимните олимпийски игри в Сараево през 1984 г. и се класира за състезанието на 50 km на зимните олимпийски игри в Калгари през 1988 г. 
Резултати от Сараево 1984
15 km: 52-ри от 91 участници
30 km: 45-и от 72 участници
50 km: 40-и от 54 участници
щафета 4 × 10 km: 10-а от 17 щафети
Резултати от Калгари 1988
50 km: не стартира
На олимпиадите в Калгари и в Нагано (през 1998 г.) Иванчев участва като треньор. 